# HTMX
Hypertext Markup Extensions, zkráceně HTMX, je knihovna, která umožňuje vývoj dynamických webových aplikací a rozšiřuje HTML o nové atributy. Tyto atributy umožňují deklarativní definování webové stránky přímo v HTML a CSS bez potřeby explicitního psaní JavaScriptu. Pomáhají nastavit, jak mají elementy reagovat na různé události, jako je například kliknutí na tlačítko nebo odeslání formuláře. Knihovna podporuje komunikaci se serverem s využitím standardních metod HTTP (GET, POST, PUT, DELETE atd.) a umožňuje jednoduše vložit odpovědi serveru (obvykle text nebo fragmenty HTML) do určených částí webové stránky, aniž by bylo třeba ji celou překreslovat. Poskytuje přístup k funkcím AJAX, CSS Transitions a WebSockets. Knihovna je navržena tak, aby byla kompatibilní s širokou škálou prohlížečů a zařízení.

## Historie a vývoj
Knihovna HTMX je nástupcem a rozšířením konceptů knihovny Intercooler.js, kterou vyvinul Carson Gross v roce 2013 . Přinesla odpověď na rostoucí potřebu snadnějšího způsobu, jak integrovat interaktivní prvky do webových stránek. Zkombinovala možnosti moderních frameworků s jednoduchostí serverového zpracování tradičních webových aplikací.

## Použití
HTMX přidává do HTML atributy k definici dynamického chování, jako je spouštění serverových požadavků a aktualizování obsahu. Mezi tyto přidané atributy patří:
| hx-trigger                                    | určuje druh události, která vyvolá odeslání dotazu na server HTTP |
| hx-request                                    | určuje parametry dotazu, který je odesílán na server HTTP         |
| hx-target                                     | určuje konkrétní část stránky, která se má překreslit             |
| hx-swap, hx-swap-oob                          | určuje, jak se má překreslit část stránky po přijetí odpovědi     |
| hx-get, hx-post, hx-put, hx-delete, hx-patch: | určuje, kterou metodu HTTP pro dotaz použít                       |

HTMX lze snadno integrovat do stávajícího projektu přidáním tohoto script tagu do hlavičky dokumentu:
```
<
script
 

src
=
"https://unpkg.com/htmx.org@1.9.11"
 

integrity
=
"sha384-0gxUXCCR8yv9FM2b+U3FDbsKthCI66oH5IA9fHppQq9DDMHuMauqq1ZHBpJxQ0J0"
 

crossorigin
=
"anonymous"
>

<
/script

```

Další možností je instalace pomocí Npm, nebo Yarn.